# Eleotris annobonensis
Eleotris annobonensis is een  straalvinnige vissensoort uit de familie van slaapgrondels (Eleotridae). De wetenschappelijke naam van de soort is voor het eerst geldig gepubliceerd in 1968 door Blanc, Cadenat & Stauch.
De soort staat op de Rode Lijst van de IUCN als Onzeker, beoordelingsjaar 2009.